# عشق صورتی
آلبوم عشق صورتی (به انگلیسی: Pink Luv) پنجمین آلبوم گروه کره ای ای پینک است که در ٢۴ نوامبر ٢۰۱۴ منتشر شد. آهنگ "Luv" از این آلبوم به عنوان آهنگ اصلی و برای ترویج آلبوم انتخاب شد و توانست در چارت دیجیتال Gaon جایگاه دوم را کسب کند. ای پینک با آهنگ Luv موفق شد ۱٧ بار در Music Show های مختلف برنده شود و موزیک ویدئو این آهنگ هم جزو ۱۰۰ موزیک ویدئو پربازدید کیپاپ در یوتیوب شد.
متن آهنگ "Wanna Be" از این آلبوم توسط پارک چورونگ، لیدر گروه نوشته شد.

## لیست آهنگ‌ها
| Digital download | Digital download                                                                         | Digital download              | Digital download              | Digital download |
| شماره            | نام                                                                                      | سراینده                       | آهنگساز                       | مدت              |
| ---------------- | ---------------------------------------------------------------------------------------- | ----------------------------- | ----------------------------- | ---------------- |
| ۱.               | «Luv»                                                                                    | شین سادونگ تایگر، بئوم و نانگ | شین سادونگ تایگر، بئوم و نانگ | ۰۳:۵۸            |
| ۲.               | «Wanna Be»                                                                               | پارک چورونگ                   | سون یانگ جین، بیگ سانچو       | ۰۳:۴۰            |
| ۳.               | «Secret»                                                                                 | لی وون هی                     | لی وون هی                     | ۰۳:۵۷            |
| ۴.               | «I'm Not an Angel» (천사가 아냐; Cheonsaga Anya)                                         | KZ D'Day                      | KZ Mr. Gomdol                 | ۰۳:۲۶            |
| ۵.               | «Once Upon a Time» (동화 같은 사랑; Donghwa Gateun Sarang; lit. "Love Like A Fairytale") | دابل ساید کیک دیوید کیم       | دابل سایدکیک، تنزو و تاسکو    | ۰۳:۵۲            |
| ۶.               | «Luv» (Instrumental)                                                                     |                               | شین سادونگ تایگر بئوم و نانگ  | ۰۳:۵۸            |
| مجموع مدت:       | مجموع مدت:                                                                               | مجموع مدت:                    | مجموع مدت:                    | ۲۲:۵۱            |

| CD bonus tracks | CD bonus tracks                     | CD bonus tracks | CD bonus tracks | CD bonus tracks |
| شماره           | نام                                 | سراینده         | آهنگساز         | مدت             |
| --------------- | ----------------------------------- | --------------- | --------------- | --------------- |
| ۷.              | «Good Morning Baby»                 | دابل سایدکیک    | دابل سایدکیک    | ۰۳:۴۰           |
| ۸.              | «My Darling» (یون بومی و کیم نامجو) | برادران براو    | برادران براو    | ۰۳:۰۵           |
| مجموع مدت:      | مجموع مدت:                          | مجموع مدت:      | مجموع مدت:      | ۲۹:۳۶           |